# FÉLIN

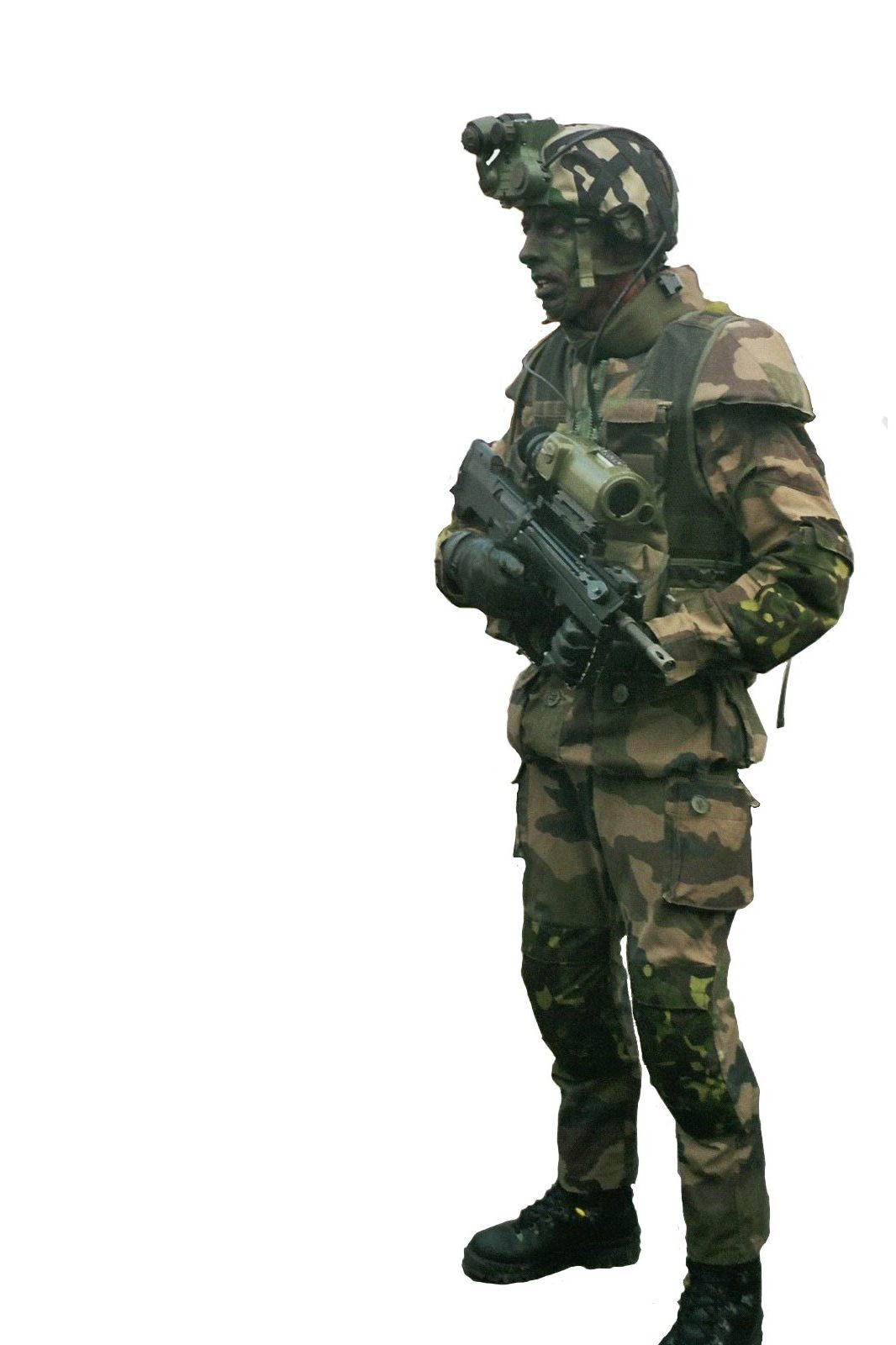
Soldat mit FÉLIN

FÉLIN (frz. félin, „Raubkatze“, Akronym für Fantassin à équipement et liaisons integrées, „Infanterist mit integrierter Ausrüstung und Kommunikation“) ist die Bezeichnung eines neuartigen Kampfanzugs mit verschiedenen integrierten Systemen, moderner Elektronik und Körperpanzerung. Unter anderem ermöglicht die Ausrüstung den Austausch von Informationen zwischen den Sensorsystemen und dem modifizierten FAMAS-Sturmgewehr.
FÉLIN wird von der Sagem-Gruppe und Nexter (ehemals GIAT Industries) entwickelt und hergestellt. Das Infanteriesystem ist für das französische Heer vorgesehen. 2015 waren 18.552 Sätze vorhanden, die ab 2016 durch eine verbesserte Version ersetzt werden sollen. Die französischen Streitkräfte haben 31.000 FÉLIN-Systeme bestellt.

## Geschichte
Zwischen 1997 und 2000 war das Programm in der Demonstrationsphase, bei der man sich hauptsächlich auf Kommunikation, Situationsbewusstsein, Energieversorgung, Schutz und Mobilität (Navigation, Ergonomie, Gewicht) konzentrierte.
In der ersten Hälfte des Jahres 2000 wurden diverse Versuche unternommen, zum Beispiel Gefechte, bei denen eine Gruppe mit, die andere ohne FÉLIN ausgerüstet waren. Diese Versuche waren erfolgreich. Die Gruppen mit FÉLIN waren dabei durchgehend überlegen, obwohl es sich dabei um eine frühe Version des Systems handelte und unter anderem noch nicht gewichtsoptimiert war.
2001 startete die Definitionsphase, bei der das komplette System zusammengefügt und auf den Stand der Technik gehoben wurde.
Ende August 2010 wurden die ersten Anzüge ausgeliefert. Das 1. Infanterieregiment in Saarburg war die erste Einheit, die mit den Uniformen ausgestattet wurde.

## Technik
Das FÉLIN-System besteht aus einem modifizierten Waffensystem, integrierten Sensoren, einem tragbaren Computer und Kommunikationsmitteln, einem modernen Tarnanzug, moderner Schutzweste und Helm und Vernetzung zu anderen Systemen wie der Drohne Odin, einem Roboter oder PDAs. Das Gesamtgewicht beträgt 24 kg, inklusive Waffen, Energie, Munition, Wasser und Nahrung.

### Kleidung
Die Kleidung ist atmungsaktiv und feuerfest. Eine modulare Weste mit großer Körperabdeckung verbessert den Schutz zusätzlich. Die Grundpanzerung besteht aus weichen Fasern, kann aber mit keramischen Platten noch gesteigert werden, wenn die Situation es erfordert. Das Tragesystem ist ebenfalls modular aufgebaut, um Ausrüstung je nach Mission mitführen zu können. Den Kampfanzug wird es auch in einer ABC-Version geben.

### Waffen

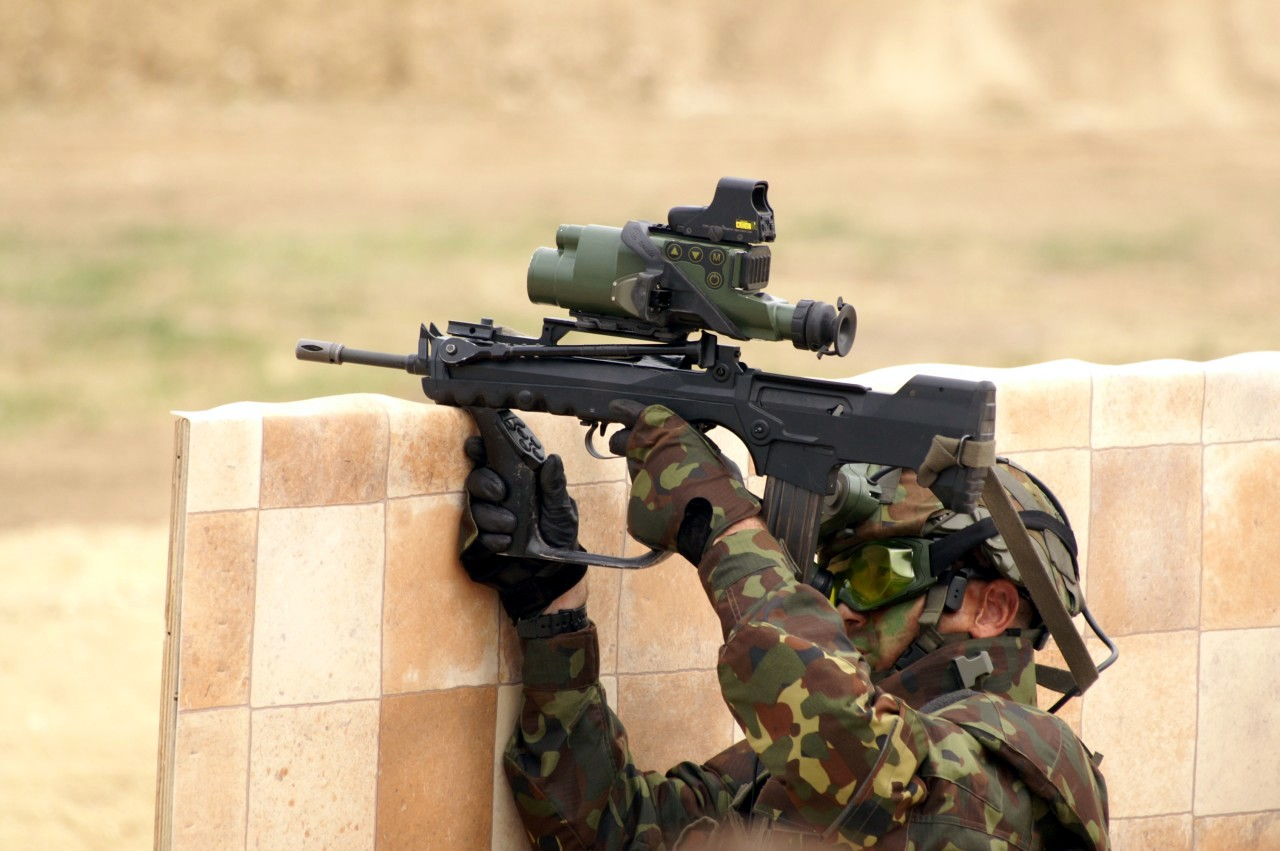
Zielen mit Videovisier über Mauer

- FAMAS: Das Famas wird mit einem zweiten Handgriff ausgerüstet, um Funktionen des FÉLIN-Systems zu steuern. Jedes Famas wird mit einem Restlichtverstärker, Videovisier und einem Reflexvisier ausgerüstet, der Truppführer erhält ein Wärmebildgerät und Reflexvisier. Die Bilder des Videovisiers können an das Helmdisplay des Soldaten, einen PDA oder höhere Kommandostrukturen kabellos gesendet werden.
- FN Minimi: Wird mit einem Reflexvisier ausgerüstet.
- FRF2: Neues Zielfernrohr mit Laserentfernungsmesser, möglicherweise mit Wärmebildgerät

Der Truppführer erhält noch einen PDA mit GPS und Digitalkompass.

### Elektronik
Der Helm besitzt eine integrierte Tag-/Nachtsichtkamera mit 50°-Blickfeld, dessen Bild auf dem Helmvisier dargestellt werden kann. Damit ist er in der Lage, einen Menschen auf 150 Meter zu erkennen und auf 70 Meter zu identifizieren.
Das FÉLIN-System benutzt Schädeldeckenmikrofone, das Headset besitzt Gehörschutzfunktion.
Der tragbare Computer ist das Herzstück des Systems und basiert auf einem Hochgeschwindigkeitsprozessor und USB 2.0. Damit können verschiedenste Systeme angeschlossen sowie Strom und Daten übertragen werden.
Der Anzug ermittelt selbstständig die GPS-Position des Soldaten im Raum und stellt diese auf einer taktischen Karte dar. Diese Information kann zwischen den Teammitgliedern und höheren Kommandostellen ausgetauscht werden, ebenso wie andere Daten (Bilder, Videos usw.).

### Energie
Das ganze System wird von zwei wiederaufladbaren Lithium-Ionen-Batterien gespeist, die größtenteils von der Schweizer Leclanché SA geliefert werden. Das System kann damit 24 Stunden online bleiben.